# إليزابيث آلان
إليزابيث آلان (بالإنجليزية: Elizabeth Allan)‏ هي ممثلة بريطانية، ولدت في 9 أبريل 1910 في المملكة المتحدة، وتوفيت بنفس المكان في 27 يوليو 1990 بسبب مرض.

## أعمال

### أفلام
- (1931) ادعاء المتهم
- (1931) القهوة السوداء
- (1934) رجال في الأبيض
- (1935) ديفيد كوبرفيلد
- (1935) قصة مدينتين
- (2010) رامونا وبيزوس[4]

## وصلات خارجية
- إليزابيث آلان على موقع IMDb (الإنجليزية)
- إليزابيث آلان على موقع ألو سيني (الفرنسية)
- إليزابيث آلان على موقع تيرنر كلاسيك موفيز (الإنجليزية)
- إليزابيث آلان على موقع أول موفي (الإنجليزية)
- إليزابيث آلان على موقع قاعدة بيانات برودواي على الإنترنت (الإنجليزية)
- إليزابيث آلان على موقع قاعدة بيانات الأفلام السويدية (السويدية)
- إليزابيث آلان على موقع إن إن دي بي (الإنجليزية)
- إليزابيث آلان على موقع قاعدة بيانات الفيلم (الإنجليزية)
- إليزابيث آلان على موقع كينوبويسك (الروسية)